# S/S Elmsta
Ångslupen Elmsta är ett svenskt ångdrivet passagerarfartyg, som sommartid trafikerar Väddö kanal.
Fartyget byggdes i Åtvidaberg 2000 som motorfartyg som utflyktsbåt i en insjö i Småland. År 2002 var hon charterfartyg på Piteälven och gick därefter som fritidsbåt till och med 2017. Från 2018 ägs hon av Roslagens Sjöfartsmuseum och går i passagerartrafik på rundturer i Väddö kanal med utgångspunkt i Roslagens Sjöfartsmuseum i Älmsta på Väddö. 

## Bildgalleri

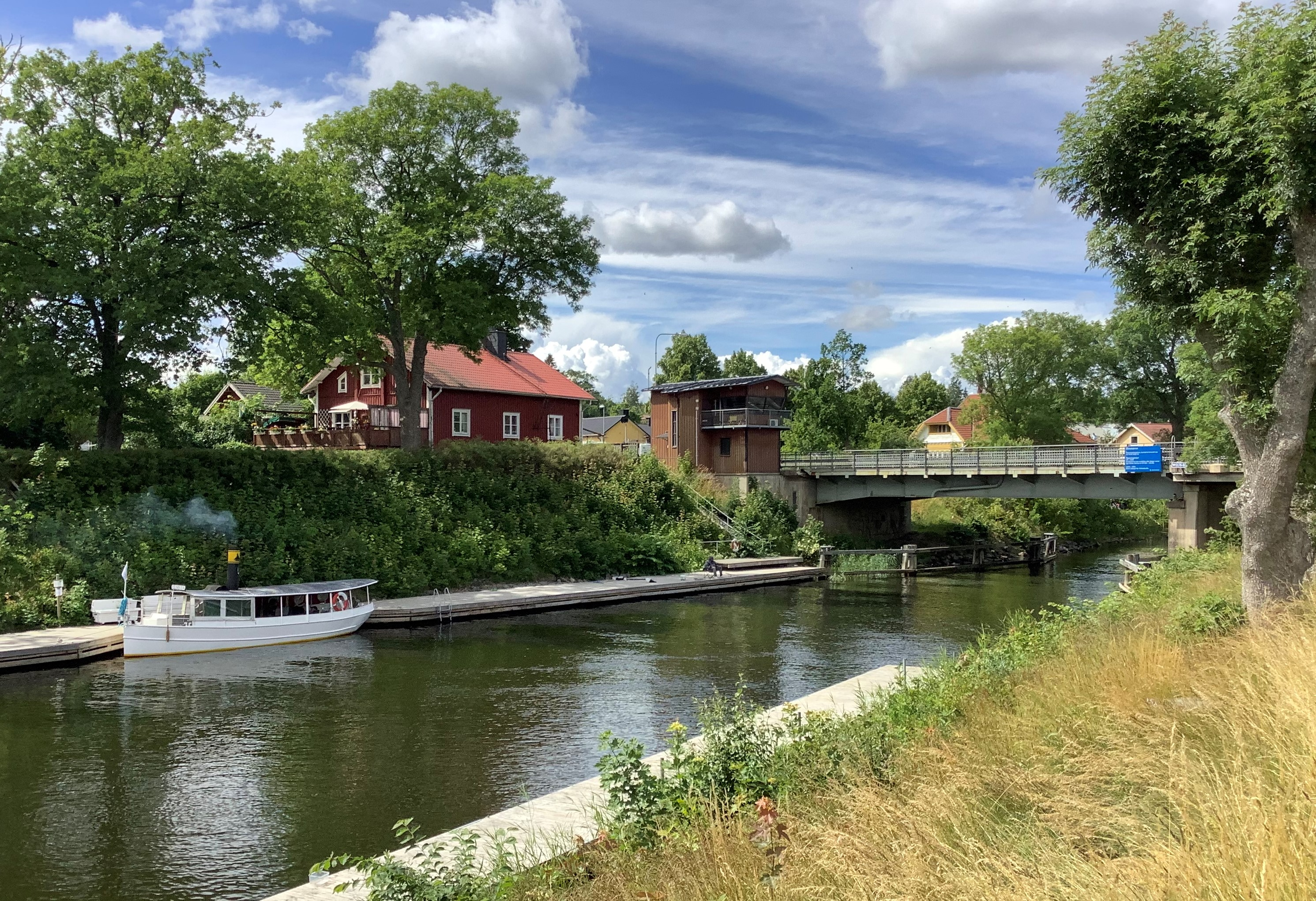
S/S Elmsta i Väddö kanal i Älmsta
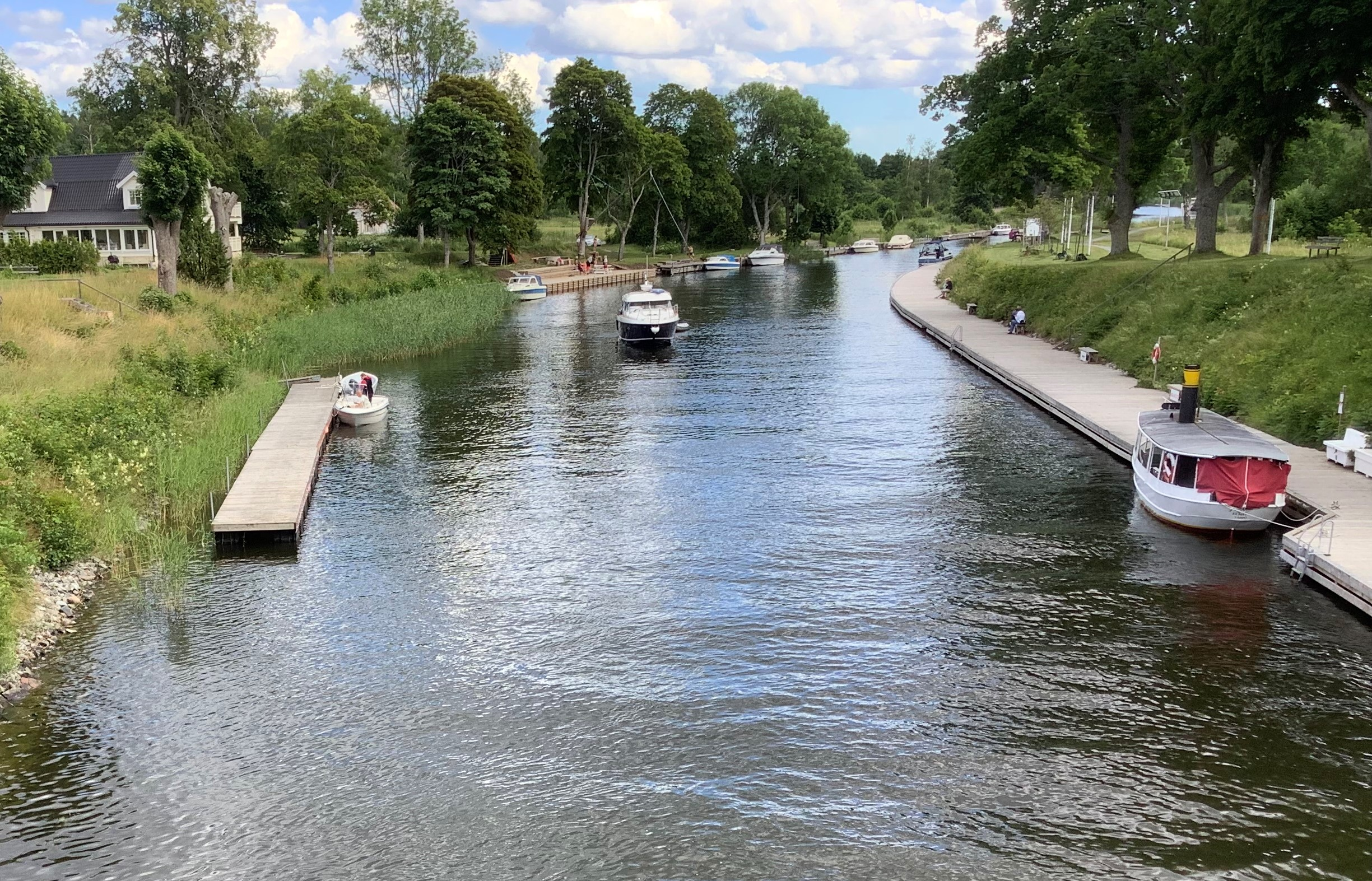
S/S Elmsta i Väddö kanal i Älmsta